# Docalidia stali
Docalidia stali är en insektsart som beskrevs av Nielson 1979. Docalidia stali ingår i släktet Docalidia och familjen dvärgstritar. Inga underarter finns listade i Catalogue of Life.